# Asz-Szajch Ali (Aleppo)
Asz-Szajch Ali (arab. الشيخ علي) – miejscowość w Syrii, w muhafazie Aleppo. W 2004 roku liczyła 3139 mieszkańców.